# Private Valentine: Blonde & Dangerous
Private Valentine: Blonde & Dangerous (no Reino Unido, Major Movie Star) (Brasil: A Recruta Hollywood / Portugal: Batom... e Botas da Tropa) é um filme de comédia americano produzido em 2008 e dirigido por Steve Miner. Jessica Simpson interpreta o papel-título de Megan Valentine na comédia, sobre uma atriz em baixa com sua sorte que se alista no Exército dos Estados Unidos.

## Sinopse
Valentine é uma atriz com uma vida mimada e controlada pelo seu empresário. Tudo muda, quando o seu contador foge com toda sua riqueza e ela desesperada resolve se alistar no exército, percebendo logo cedo que foi um erro.

## Elenco
- Jessica Simpson como Recruta Megan Valentine
- Vivica A. Fox como 1SG Louisa Morley
- Olesya Rulin como Petrovich
- Jill Marie Jones como Johnson
- Keiko Agena como Recruta Hailey Hamamori
- Steve Guttenberg como Sidney Green
- Aimee Garcia como Vicky Castillo
- Ryan Sypek como SSG Mills Evans
- Cheri Oteri como PVT Jeter
- Bryce Johnson como Derek O'Grady
- Michael Hitchcock como Nigel
- Michael Vlcej como SPC Hooper (não creditado)
- Travis Schuldt como SFC Harrison (como Trevor Schuldt)